# Erycibe festiva
Erycibe festiva är en vindeväxtart som beskrevs av David Prain. Erycibe festiva ingår i släktet Erycibe och familjen vindeväxter. Inga underarter finns listade i Catalogue of Life.